# Wagner (Dacota do Sul)
Wagner é uma cidade localizada no estado norte-americano de Dakota do Sul, no Condado de Charles Mix.

## Demografia
Segundo o censo norte-americano de 2000, a sua população era de 1675 habitantes.
Em 2006, foi estimada uma população de 1605, um decréscimo de 70 (-4.2%).

## Geografia
De acordo com o United States Census Bureau tem uma área de
7,0 km², dos quais 7,0 km² cobertos por terra e 0,0 km² cobertos por água. Wagner localiza-se a aproximadamente 441 m acima do nível do mar.

## Localidades na vizinhança
O diagrama seguinte representa as localidades num raio de 24 km ao redor de Wagner.